# Incidente ferroviario di Orte
L'incidente ferroviario di Orte occorse dopo le ore 23:00 del 12 agosto 1873 in località Baucche, a pochi chilometri dall'abitato di Orte, nell'attuale provincia di Viterbo, a un convoglio passeggeri in servizio fra Roma e Firenze.
Secondo le prime ricostruzioni dell'epoca l'incidente fu provocato dalla presenza di due bovini incustoditi che avevano occupato la sede dei binari della linea ferroviaria esercita dalle Società per le strade ferrate romane in un punto in cui la staccionata che separava la sede ferroviaria dai campi circostanti era stata divelta per motivi ignoti. Il treno, che correva  a velocità sostenuta essendo ancora distante dalla stazione di Orte, investiva i due animali: uno venne proiettato fuori dai binari, mentre il secondo si incastrava sotto alla vettura susseguente il vagone bagagliaio e si staccava dal convoglio. Il vagone bagagliaio, insieme al tender, procedeva quindi nella corsa andando a urtare una costruzione in muratura posta al lato della ferrovia, seguita dagli altri vagoni del convoglio che si accatastavano sull'edificio colpito.
Subito dopo l'incidente si contarono due morti e circa quaranta feriti.
L'incidente spinse l'allora Ministro dei Lavori Pubblici Silvio Spaventa ad aprire un'inchiesta amministrativa e una giudiziaria al fine di accertare le responsabilità del fatto che, sui mezzi di stampa dell'epoca, vengono generalmente imputate alla cattiva gestione della Società per le strade ferrate romane, colpevole di non avere costruito staccionate a difesa dei binari ferroviari.